# Fiat Brevetti
La Fiat Brevetti 10-12 HP fu un'autovettura costruita dalla Fiat dal 1905 al 1908 in seguito all'acquisizione delle quote societarie della Fiat-Ansaldi. 

## La vettura
Con l'Ansaldi la Fiat preparò la 10-12 HP, ribattezzata "Brevetti" nel 1906. L'Ansaldi continuò l'attività fondando il 12 giugno 1906, con Ceirano GB & C, la SPA (Società Piemontese Automobili Ansaldi - Ceirano). La società fu prelevata dalla Fiat nel 1925.
La "Brevetti"  fu una vettura che portava con sé molte innovazioni tecnologiche. Ad esempio, il telaio dritto, cioè a longheroni, molto in uso nelle auto di quel periodo, fu sostituito da un telaio preformato per l'alloggiamento degli organi meccanici, una novità per l'epoca. Furono introdotti anche un albero di trasmissione a giunti cardanici, invenzione del celebre Girolamo Cardano, e un gruppo differenziale a coppia conica.
L'automobile era equipaggiata da un motore a quattro cilindri da 3052 cm³ di cilindrata, erogante una potenza di 20 cv. L'accensione era a magnete a bassa tensione e il cambio era a quattro rapporti. La trasmissione era a giunto cardanico e i freni agivano sull'albero di trasmissione. Il modello raggiungeva una velocità massima di 65 km/h.

## La "tipo 2"
Nel 1908, la 10-12 HP fu sostituita da una versione aggiornata, la Fiat Brevetti tipo 2 (15-25 HP), basata sulla stessa meccanica ma con motore più potente (26 cv) e una maggiore carreggiata, 1350 mm anziché i precedenti 1290. Come la precedente, questa vettura fu assemblata nello stabilimento di corso Dante, a Torino. Aveva una lunghezza di 4290 mm, un passo di 3065 mm e una massa di 1700 kg.
Con 681 esemplari prodotti, il modello ebbe meno successo del precedente. Un esemplare costruito nel 1908, convertito in autopompa, costituisce il più antico mezzo tuttora esistente del Corpo nazionale dei vigili del fuoco italiano.